# (7955) Ogiwara
(7955) Ogiwara est un astéroïde de la ceinture principale.

## Description
(7955) Ogiwara est un astéroïde de la ceinture principale. Il fut découvert le 18 novembre 1993 à Oohira par Takeshi Urata. Il présente une orbite caractérisée par un demi-grand axe de 2,76 UA, une excentricité de 0,12 et une inclinaison de 1,6° par rapport à l'écliptique.

## Compléments